# بوغرغيفتسي
بوغرغيفتسي (بالبلغارية: Попгергевци)‏ قرية تقع إدارياً ضمن تريافنا في بلغاريا. ويبلغ عدد سكانها 0 نسمة حسب تعداد 31 ديسمبر 2011. تعتمد بوغرغيفتسي للبريد على الرمز البريدي 5365.